# Peter Broadbent
Peter Frank Broadbent (ur. 15 maja 1933 w Elvington, zm. 1 października 2013 w Himley) – angielski piłkarz występujący podczas kariery na pozycji pomocnika.

## Kariera klubowa
Peter Broadbent piłkarską karierę rozpoczął w stołecznym drugoligowym Brentford w 1950. Już po rozegraniu 16 meczów w Brentford Broadbent został za sumę 10 tys. funtów kupiony przez pierwszoligowy Wolverhampton Wanderers w lutym 1951. Z Wilkami trzykrotnie zdobył mistrzostwo Anglii w 1954, 1958, 1959, Puchar Anglii w 1960 oraz trzykrotnie Tarczę Dobroczynności w 1954, 1959 i 1960. Ogółem w barwach Wolverhampton rozegrał 452 spotkań, w których zdobył 127 bramek. W trakcie sezonu 1964/65 przeszedł do trzecioligowego Shrewsbury Town. W trakcie sezonu 1966/67 przeszedł do pierwszoligowej Aston Villi, w którą w tym samym sezonie spadł do Division Two. Ogółem w latach 1951–1967 rozegrał w lidze angielskiej 481 spotkań, w których zdobył 127 bramek. W latach 1969–1970 występował w trzecioligowym Stockport County. Karierę zakończył w amatorskim Bromsgrove Rovers w 1971.
| Sezon   | Klub                         | Kraj   | Rozgrywki      | Mecze | Bramki |
| ------- | ---------------------------- | ------ | -------------- | ----- | ------ |
| 1950/51 | Brentford F.C.               | Anglia | Division Two   | 16    | 1      |
| 1950/51 | Wolverhampton Wanderers F.C. | Anglia | Division One   | 9     | 1      |
| 1951/52 | Wolverhampton Wanderers F.C. | Anglia | Division One   | 16    | 1      |
| 1952/53 | Wolverhampton Wanderers F.C. | Anglia | Division One   | 25    | 5      |
| 1953/54 | Wolverhampton Wanderers F.C. | Anglia | Division One   | 36    | 12     |
| 1954/55 | Wolverhampton Wanderers F.C. | Anglia | Division One   | 38    | 5      |
| 1955/56 | Wolverhampton Wanderers F.C. | Anglia | Division One   | 39    | 10     |
| 1956/57 | Wolverhampton Wanderers F.C. | Anglia | Division One   | 35    | 17     |
| 1957/58 | Wolverhampton Wanderers F.C. | Anglia | Division One   | 40    | 17     |
| 1958/59 | Wolverhampton Wanderers F.C. | Anglia | Division One   | 40    | 20     |
| 1959/60 | Wolverhampton Wanderers F.C. | Anglia | Division One   | 33    | 14     |
| 1960/61 | Wolverhampton Wanderers F.C. | Anglia | Division One   | 36    | 11     |
| 1961/62 | Wolverhampton Wanderers F.C. | Anglia | Division One   | 33    | 5      |
| 1962/63 | Wolverhampton Wanderers F.C. | Anglia | Division One   | 27    | 5      |
| 1963/64 | Wolverhampton Wanderers F.C. | Anglia | Division One   | 32    | 4      |
| 1964/65 | Wolverhampton Wanderers F.C. | Anglia | Division One   | 13    | 0      |
| 1964/65 | Shrewsbury Town F.C.         | Anglia | Division Three | 16    | 2      |
| 1965/66 | Shrewsbury Town F.C.         | Anglia | Division Three | 44    | 5      |
| 1966/67 | Shrewsbury Town F.C.         | Anglia | Division Three | 9     | 0      |
| 1966/67 | Aston Villa F.C.             | Anglia | Division One   | 29    | 0      |
| 1967/68 | Aston Villa F.C.             | Anglia | Division Two   | 9     | 0      |
| 1968/69 | Aston Villa F.C.             | Anglia | Division Two   | 26    | 0      |
| 1969/70 | Stockport County F.C.        | Anglia | Division Three | 31    | 1      |

## Kariera reprezentacyjna
W reprezentacji Anglii Broadbent zadebiutował 17 czerwca 1958 w przegranym 0-1 meczu z ZSRR na mistrzostwach świata. Na turnieju w Szwecji wystąpił tylko w tym meczu. Ostatni raz w reprezentacji wystąpił 9 kwietnia 1960 w zremisowanym 1-1 meczu w British Home Championship ze Szkocją. Ogółem w reprezentacji rozegrał 7 spotkań, w których zdobył 2 bramki.
| Mecze i gole w reprezentacji | Mecze i gole w reprezentacji | Mecze i gole w reprezentacji | Mecze i gole w reprezentacji | Mecze i gole w reprezentacji | Mecze i gole w reprezentacji | Mecze i gole w reprezentacji |
| #                            | Data                         | Miasto                       | Przeciwnik                   | Gol                          | Wynik                        |                              |
| ---------------------------- | ---------------------------- | ---------------------------- | ---------------------------- | ---------------------------- | ---------------------------- | ---------------------------- |
| 1.                           | 17.06.1958                   | Göteborg                     | ZSRR                         |                              | 0:1                          | Mistrzostwa Świata 1958      |
| 2.                           | 04.10.1958                   | Belfast                      | Irlandia Północna            |                              | 3:3                          | British Home Championship    |
| 3.                           | 26.11.1958                   | Birmingham                   | Walia                        | Gol · Gol                    | 2:2                          | British Home Championship    |
| 4.                           | 11.04.1959                   | Londyn                       | Szkocja                      |                              | 1:0                          | British Home Championship    |
| 5.                           | 06.05.1959                   | Londyn                       | Włochy                       |                              | 2:2                          | towarzyski                   |
| 6.                           | 13.05.1959                   | Rio de Janeiro               | Brazylia                     |                              | 0:2                          | towarzyski                   |
| 7.                           | 09.04.1960                   | Glasgow                      | Szkocja                      |                              | 1:1                          | British Home Championship    |